# Міст Коронації
Міст Коронації (англ. Coronation Bridge або Sevoke Bridge) — міст в індійському штаті Західний Бенгал через річку Тіста біля містечка Самарданґа у кількох десятка кілометрів на південь від впадіння до неї річки Ранґіт. Міст був збудований британцями в 1930 році та названий на честь коронації короля Георга V.